# The Lucky One (canção)
"The Lucky One" é uma canção country pop da cantora e compositora Taylor Swift, contida em seu quarto álbum de estúdio Red (2012). É a décima terceira música do álbum, e foi escrita por Taylor Swift, e produzido por Jeff Bhasker.
A canção é sobre uma estrela que tinha tudo e que também foi exposto a todos os tablóides, luzes e câmeras. Depois que seus segredos foram sendo vazada em todo o mundo foi feito. Ela mudou-se para uma vida de solidariedade e ninguém sabia onde ela tinha ido. Como disse na canção: 
"They say you bought a bunch of land somewhere/chose the rose garden over Madison Square"

## Posições
| Posições (2012)                               | Melhor posição |
| --------------------------------------------- | -------------- |
| Canadá (Canadian Hot 100)                     | 88             |
| US Bubbling Under Hot 100 Singles (Billboard) | 13             |
| Estados Unidos (Billboard Hot Country Songs)  | 33             |

## Ligações Externas
- Letras no site oficial de Taylor Swift